# 25022 Гемалібатра
25022 Гемалібатра (25022 Hemalibatra) — астероїд головного поясу, відкритий 17 серпня 1998 року.
Тіссеранів параметр щодо Юпітера — 3,552.